# Edward Gordon Craig

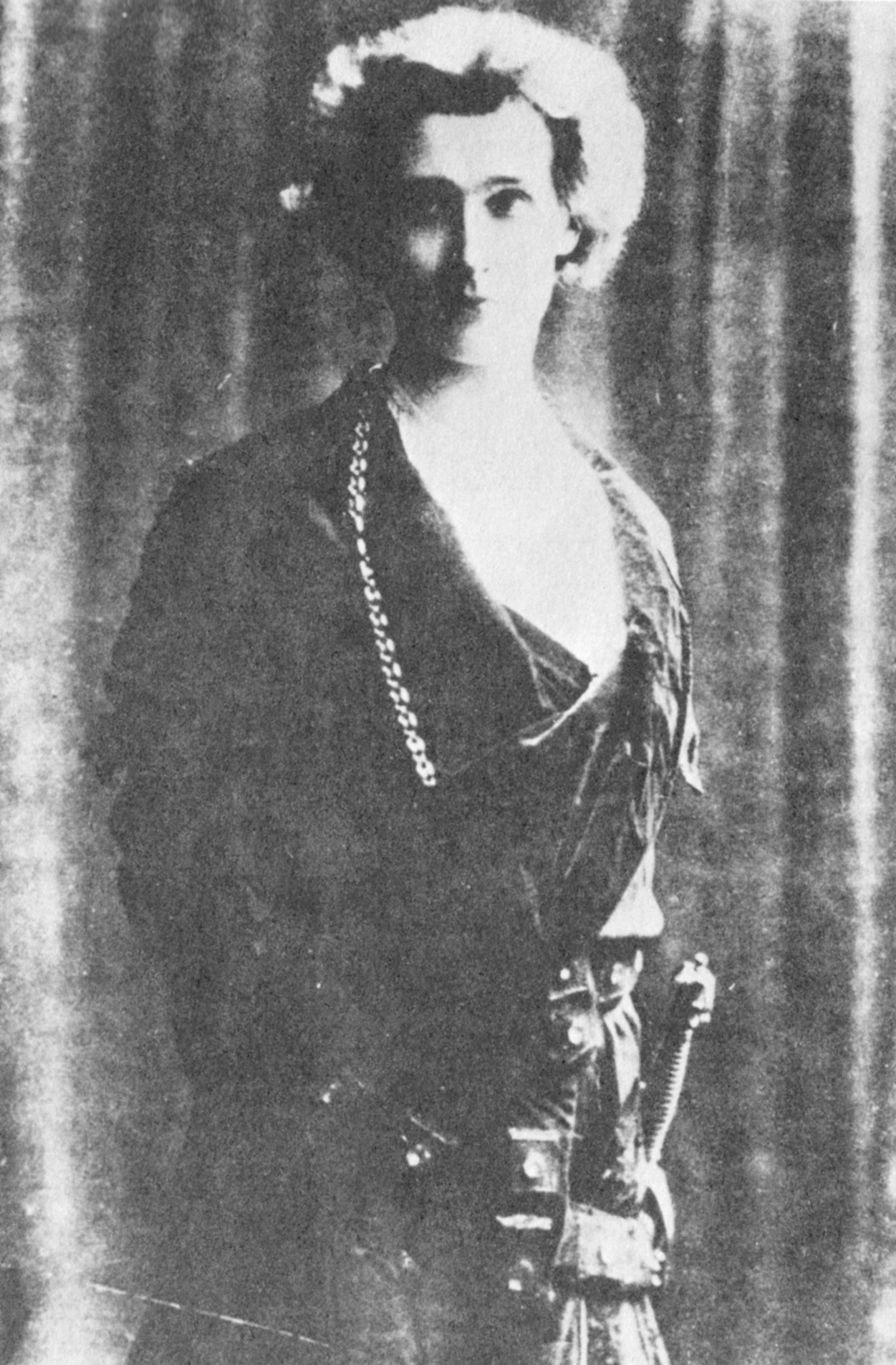
Edward Gordon Craig com a Hamlet (1897)

Edward Henry Gordon Craig OBE, també conegut com a Gordon Craig, (Stevenage, Hertfordshire, Anglaterra, 16 de gener de 1872 − Vença, 29 de juliol de 1966) va ser un actor, productor, director d'escena i escenògraf anglès. Un dels creadors i teòrics teatrals més important d'inicis de segle xx, tenia una concepció utòpica del món escènic que va deixar documentat en la seva obra. Pioner i innovador, idealista i romàntic alhora que pragmàtic, va voler aconseguir l'espectacle total que arribés al cor de l'espectador.

## Biografia
Fill il·legítim de l'arquitecte Edward Godwin i de l'actriu Ellen Terry, Craig va néixer amb el nom d'Edward Godwin el 16 de gener de 1872, al carrer Railway, A Stevenage, a Hertfordshire, Anglaterra. Més tard, als 16 anys, va ser batejat com Edward Henry Gordon. Va prendre el cognom Craig a l'edat de 21 anys.
El 1893, Craig es va casar amb Mai Gibson i va tenir quatre fills: Rosemary, Robin, Peter i Philip. Amb la seva amant Elena Mee va tenir dos fills, Nelly i Edward Carrick (1894 -), director artístic del cinema britànic. També va tenir una relació, professional i sentimental, amb la ballarina Isadora Duncan.

## Carrera professional
Es va iniciar en el món de teatre en la companyia del Lyceum de sir Henry Irving junt a la seva mare. La primera aparició que va fer va ser la de figurant en un grup de vilatans d'Olivia el 1878. A partir d'aquí va començar a realitzar cada cop papers de més importància i a viatjar amb la companyia del seu padrastre en la gira que van fer als Estats Units el 1884, on van fer un ampli repertori de Shakespeare.
El 1889 comença a estudiar interpretació amb Walter Lacay i té el seu primer debut com a actor dintre el Lyceum en The Deat Heart. A partir d'aquí, va realitzant cada cop papers de més importància i a treballar en altres companyies com l'Haviland and Harvey Company o la de Sarah Thorne, fins que el 1893 fundà la seva pròpia companyia a Uxbridge. Comença a ser valorat com a actor i, el 1897, quan la crítica l'aclama com una nova promesa abandona la interpretació.
El 1898, inicia la que serà la seva etapa d'estudi de les arts plàstiques, la impressió i el gravat i el treball de la fusta sota el guiatge de James Pryde i William Nicholson.
Comença la seva etapa com a director escènic i escenògraf en què podem destacar el disseny i direcció de The Vikings at Helgeland i Much ado About Nothing per la companyia d'Ellen Terry el 1903 entre d'altres. El 1904 viatjarà a Alemanya, on treballarà en diversos projectes com el del Teatre de Berlín, amb Lessing, on veu que la seva teoria teatral només serà possible quan controli tots els processos creatius; allà també coneixerà Isadora Duncan, que l'ajudaria a desenvolupar un millor concepte de la dansa i l'espai escènic a més de proporcionar-li diversos contactes. Allí va escriure el seu famós assaig De l'art del teatre, que es va publicar el 1905 i que es traduí en quatre llengües el mateix any. També a Alemanya va conèixer Konstantín Stanislavski, que l'invitaria el 1908 per fer un Hamlet al teatre de Moscou; anirà cap a Rússia el 1910, el mateix any que patenta els seus Screens i estrenen l'obra el 1912. Aquesta visita el marcarà; serà quan comenci a realitzar la seva obra més teòrica i pedagògica.
El 1907 s'instal·là a Florència, on potenciarà tot el seu treball teòric que acabarà portant a la pràctica en l'escola de teatre de l'Arena Goldoni, inaugurada el 1913 amb el suport de lord Howard de Walden i, tot i la gran tasca d'innovació que s'hi feia, es veu obligat a tancar-la el 1915.
A mesura que es fa gran, va abandonant la direcció i treball d'escenografia per la reflexió teatral. Això ho podem veure sobretot quan el 1932 s'instal·la a França i es dedica a la investigació històrica del teatre i a treballar en una base de dades per als estudis de teatre que anomenava Gordon Craig Colection.
Les seves primeres produccions van ser l'òpera de George F. Handel Acis i Galatea i Els vikings d'Henrik Ibsen, ambdues estrenades a Londres. Encara que cap de les dues van rebre el suport del públic, sí que donaven una idea del revolucionari estil artístic de Craig. En aquests primers muntatges, el disseny destacava pel seu minimalisme, focalitzant l'atenció sobre els actors i la il·luminació. A més, va introduir la idea d'unitat conceptual que va acompanyar tota la seva producció.

## Innovació en el teatre
Les seves idees han deixat un llegat importantíssim per a la pràctica teatral contemporània.
Entre aquestes, destaca l'ús dels elements escènics en el muntatge, escenografia, vestuari, il·luminació... Tot tenia un paper important per generar un espai en 3D difús que cada espectador havia d'acabar de definir ell mateix, i això ho va aconseguir amb els seus Screens, que permetien canviar de decorat en un moment i la incorporació del color en la il·luminació. També va ser el primer a suprimir les bateries per donar una il·luminació que no ajudava a l'espectacle.
Ell transcendeix la realitat, en comptes de només representar com passa en el realisme escènic. Aquests elements poden crear símbols amb els quals es pot comunicar un sentit més profund.
L'actor i el supertitella
Relacionat amb aquesta idea està el concepte que el faria famós, la concepció de l'actor com a supertitella. Craig considerava que l'actor era com un element plàstic més amb capacitat de moviment; per a ell la paraula perdia importància davant el moviment, que era el que completava l'espectacle total.
Per a ell actuar no és un art, perquè l'art només s'aconsegueix amb planificació i materials que puguem calcular, cosa que no trobem en la persona, que està condicionada per les seves emocions que són més poderoses que la ment i de caràcter incalculable. El que un actor imagina no ho pot representar en la realitat perquè està limitat, no és com els pintors que poden decidir en tot moment com faran la seva obra; ell està condicionat per les seves emocions.
Craig creu en una reforma del teatre que comença per alliberar l'actor de la personificació, per fer-ho haurien de formar-se en un ensenyament clàssic evitant donar vida al personatge, elevant l'art per sobre els sentiments. Per evitar un realisme groller, s'ha d'acabar suprimint l'actor per deixar una figura inanimada, el supertitella.
Aquesta figura està relacionada amb els ídols de les primeres religions, que tenien un valor espiritual i que Craig intentaria recuperar en el seu teatre en la figura del supertitella.
Director d'escena
També és qui defineix el director d'escena i el seu paper per dirigir l'obra teatral a bon port. Tenia conflicte amb la figura de l'actor per l'estricte control que exerceix en ell quan estava acostumat a anar per lliure. Considera necessari obtenir una perfecció mecànica que s'imposi a les emocions per poder restaurar l'art del teatre. Per fer el teatre ha d'abandonar la idea de representar la natura.
Creu que tots els actors haurien de començar formant-se sota la influència de l'ensenyament clàssic per acabar elevant l'art per sobre els sentiments, per acabar suprimint aquest actor i deixar pas a la figura inanimada del supertitella.
Ell relaciona el titella amb els antics ídols de les primeres religions, donant a la seva figura aquesta dimensió mística i transcendent.
Totes les seves propostes eren trencadores per a l'època en què les va concebre, són molt modernes i té una línia de treball que porta al happening i la performance.

### Publicacions
El llibre més important que deixà va ser On the art of the teatre, 1911, en què dos personatges mantenen un diàleg platònic sobre el món del teatre, en què s'exposen les seves idees d'un teatre amb dimensió narrativa basada en imatges i metàfores visuals.
Com a obra teòrica cal destacar la publicació The Mask, realitzada amb l'ajut de Dorothy Neville Lees, la seva ajudanta i secretària a Florència; estava editada en anglès i italià, i estava estretament lligada a l'escola, perquè totes les teories que publicava les aplicava allà. En resum, és una crítica al teatre realista amb una àmplia defensa del teatre pel que ell apostava. El 1919 farà una recopilació en el llibre The Teatre Advancing.
Llibres sobre teatre:
- 1905, The Art of the Theatre, Londres, T. N. Foulis. Prefaci de Graham Robertson.
- 1911, On the Art of the Theatre, Londres, Heunemann, 1968. Introducció d'Alexandre Hevesi.
- 1913, A Living Theatre: the Gordon Craig School. The Arena Goldoni. The Mask. Setting forth the ains and objects of the movement and showing by many illustrations the city of Florence, the Arena, Florencia, School of the Art of the Theatre.
- 1913,Towards a New Theatre. Forty desings for stages scenes, with criticl notes 	by the inventor, Edward Gordon Craig, Londres, J.M. Dent and Sons.
- 1919, The Theatre Advancing, Constable, Londres.
- 1923, Scene, Londres, Oxford University Press.
- 1925, Books and Theatres, Londres, J.M. Dent and Sons.
- 1930, A Productio. Being thirty-two collotype plates of desings projected or realised for “The Pretenders” of Henrik Ibsen and producted at the Royal Theatre Copenhaguen, 1926 By Rdward Gordon Craig, Londres, Oxford University Press.
- 1931, Fourteen Notes. On eight pages from “The Story of the Theatre” by Glenn Hughes with some fourteen notes by Edward Gordon Craig, Settle, University of Washington.

Publicacions periòdiques:
- 1898-1901, The Page, Hackbridge, Londres, Sign of the Rose.
- 1908-1915, 1918-1919, 1923-1929, The Mask: a Journal for the Art of the Theatre, Florència.
- 1918-1919, The Marionette, Florència.
- 1921, Puppets and Poets, (The Chapbook, nº20).

Obres per a putxinel·lis:
- 1918, The Drama for Fools by Tom Fool: five motions for marionettes (Mr. Fish and 	mrs. Bones, The Tune the Old Cow Died of, The Gordian Knot, The Three Men of 	Gotham, Romeo and Juliet), Florència.

Publicacions gràfiques:
- 1899, Henry Irving, Ellen Terry, etc., A Book of Porteaits, Chicago, H.S. Stone and Co.
- 1899, Gordon Craig's Bool of Penny Toy, Hackbridge, Sign of the Rose.
- 1906, Isadora, Duncan: Sechs Bewegungsstudien von Edward Gordon Craig, Leipsig, Insel, Verlag.

### Produccions on fou actor, director o responsable de disseny[3]
| Any  | Mes      | Obra                                      | Autor                     | Teatre                     | Ciutat     |
| ---- | -------- | ----------------------------------------- | ------------------------- | -------------------------- | ---------- |
| 1893 | Desembre | No trifling with Love                     | Alfred de Musset          | Ubixbrid Town Hall         | Londres    |
| 1896 | Juliol   | Hamlet i Romeo and Julieta                | Shakespeare               | Parkhurst Theatre          | Londres    |
| 1897 | Gener    | The New Magdalen                          | Wilkie Collins            | Theatre Royal              | Croydon    |
| 1900 | Maig     | Dido and Aeneas                           | HenryPurcell              | Hampstead Conservatoire    | Londres    |
| 1901 | Març     | Dido and Aeneas i The Masque of Love      | HenryPurcell              | Hampstead Conservatoire    | Londres    |
| 1902 | Març     | Gay Acis and Galatea i The Masque of Love | Handel and John Gay       | Great Queen street Theatre | Londres    |
| 1902 | Desembre | Bethlehem                                 | Laurence Housman          | Imperial Institute         | Londres    |
| 1903 | Gener    | For Sword or Song                         | R. G. Legge               | Shafstesbury Theatre       | Londres    |
| 1903 | Abril    | The Vikings                               | Ibsen                     | Imperial Theatre           | Londres    |
| 1903 | Maig     | Much Ado About Nothing                    | Shakespeare               | Imperial Theatre           | Londres    |
| 1905 | Gener    | Das Gerettete Venedig (Venice Preserved)  | Thomas Otway              | Lessing Theatre            | Berlin     |
| 1906 | Desembre | Romersholm                                | Ibsen                     | Pergola Theatre            | Florència  |
| 1911 | Gener    | The Deliverer i The Hour Glass            | Lady Grefory i W.B. Yeats | Abbey Theatre              | Dublin     |
| 1912 | Gener    | Hamlet                                    | Shakespeare               | Arts Theatre               | Moscú      |
| 1926 | Novembre | Kongs-Emnerne                             | Ibsen                     | Royal Theatre              | Copenhagen |
| 1928 | Novembre | Macbeth                                   | Shakespeare               | Kinckerbocker theatre      | New York   |